# Insuffisance rénale aiguë
Pour les articles homonymes, voir Insuffisance rénale et IRA.
 (juin 2012).
Si vous disposez d'ouvrages ou d'articles de référence ou si vous connaissez des sites web de qualité traitant du thème abordé ici, merci de compléter l'article en donnant les références utiles à sa vérifiabilité et en les liant à la section « Notes et références ».
 Mise en garde médicale
L’insuffisance rénale aiguë (IRA) est l'état pathologique résultant de la baisse brutale du débit de filtration glomérulaire, d'une rétention des déchets azotés (urée, créatinine), d'une oligurie qui est fréquente mais non obligatoire. Les causes sont nombreuses, et les mécanismes contribuant à l'altération de la fonction rénale sont variables. L'insuffisance rénale aiguë est une urgence diagnostique et thérapeutique.
Elle comporte 3 stades (en accord avec les recommandations KDIGO de 2012) :
- stade 1 : augmentation de plus de 26 micromoles de créatinine en 48 h ou augmentation de plus de 50 % en 7 jours avec une diurèse < 0.5 mL/kg/h ;
- stade 2 : doublement de la créatinine avec une diurèse < 0.5 mL/kg/h pendant plus de 12 h ;
- stade 3 : triplement de la créatinine ou augmentation de plus de 354 micromoles si aucune valeur antérieure connue.

## Causes
La diminution rapide du débit de filtration glomérulaire entraîne une rétention de déchets azotés (urée, créatinine, etc.) et en cas d'oligo-anurie ce qui va prendre un caractère critique (surcharge, hyperkaliémie) d'autant plus vite que l'IRA est d'apparition rapide et associée à un catabolisme cellulaire.

## Étiologie

### Pré-rénale (cause fonctionnelle)
- Hypovolémie (choc cardiogénique, hémorragies, déshydratation extracellulaire)
- Hypoperfusion rénale (choc septique, choc anaphylactique, insuffisance cardiaque, cirrhose)
- Médicaments (anti-inflammatoires non-stéroidiens, inhibiteurs de l'enzyme de conversion, ciclosporine)

### Rénale (cause organique)
- Nécrose tubulaire aiguë
- Glomérulonéphrite

### Post-rénale (cause obstructive)
- Lithiase obstructive
- Tumeur pelvienne
- Hypertrophie bénigne de la prostate
- Ligature chirurgicale accidentelle

## Insuffisance pré-rénale (cause fonctionnelle)
Représente 55 % des cas. Il s'agit d'anomalies de la perfusion rénale sans anomalies du parenchyme rénal. La plupart du temps rapidement réversibles après restauration du débit sanguin rénal.
Cette hypoperfusion résulte des nombreuses situations d'hypovolémie : hémorragies, brûlures, déshydratation, pertes digestives et/ou pertes urinaires.
À l’hôpital, l’IRA postopératoire est la deuxième cause la plus fréquente.
L’insuffisance rénale prérénale est en premier lieu une réponse physiologique adéquate à l’hypoperfusion rénale, mais non corrigée cette hypoperfusion rénale sévère mènera à la nécrose tubulaire.

## Insuffisance rénale (cause organique)
Représente 40 % des cas. Il existe des lésions du parenchyme rénal (IRA « rénale » ou intrinsèque). La plupart des cas sont à rattacher à une ischémie rénale ou à une agression toxique. Comme les IRA ischémiques ou toxiques sont associées à une nécrose des cellules tubulaires, ce syndrome est souvent appelé nécrose tubulaire.
À côté de ces lésions tubulaires, tous les autres composants du rein peuvent être atteints : l'IRA peut aussi être d'origine glomérulaire (glomérulonéphrite rapidement progressive), vasculaire (thrombose de l'artère rénale, vascularites) ou interstitielle (néphropathie interstitielle).

## Insuffisance post-rénale (cause obstructive)
Elle représente 2 à 10 % des cas. Les causes obstructives sont nombreuses et listées ci-dessous.
Il peut y avoir une obstruction des artères rénales, qui peut être causée par :
- une thrombose ;
- un traumatisme ;
- un embole de cholestérol.

Mais aussi une atteinte rénovasculaire et glomérulaire qui peut être causé par :
- une glomérulonéphrite ;
- une vascularite ;
- une microangiopathie thrombotique ;
- une hypertension maligne ;
- une sclérodermie.

On trouve aussi des atteintes tubulaires qui sont provoquées par :
- une ischémie ;
- une hypovolémie diurétique ;
- des toxiques ;
- un myélome ;
- des antibiotiques.

Et pour finir, on trouve une néphrite interstitielle qui est provoquée par :
- des allergies ;
- des antibiotiques ;
- les anti-inflammatoire non-stéroïdiens (AINS) ;
- une infection bactérienne ;
- une infiltration : lymphome, leucémie, sarcoïdose[3].

## Facteurs de risque
- L'âge de la personne. Celles ayant plus de 70 ans sont plus sensibles aux facteurs néphrotoxiques, en raison de l’accumulation de comorbidités et de leur moindre réserve rénale.
- Une atteinte rénale préexistante.
- Un dysfonctionnement du ventricule gauche.
- Une hypertension.
- Les diabétiques.
- Une maladie vasculaire périphérique[4].

### Clairance de la créatinine
Correspond au volume de plasma épuré de sa créatinine (par unité de temps) par les reins. Souvent considérée à tort comme un équivalent du débit de filtration glomérulaire (DFG) ; la clairance de la créatinine correspond au DFG + une sécrétion active effectuée par le rein vers l'urine.
Elle se calcule précisément par la formule UV/P, où U est la concentration en créatinine des urines, en mmol/L, V est le volume des urines sur une période précise (par exemple les urines des 24 heures) en mL/min et P est la concentration plasmatique de créatinine (au mieux pendant la période du recueil urinaire)en mmol/L. On obtient la clairance en mL/min.
Celle-ci peut parfois être utilisée pour estimer le DFG mais s'en éloigne souvent, surtout en cas d'insuffisance rénale (où le DFG baisse mais la sécrétion reste assez stable).

## Diagnostic
Un signe permettant d'orienter vers l'insuffisance rénale est l'hypertension artérielle. Une anamnèse détaillée et un examen physique complet avec une considération des antécédents médicaux sont importants pour chaque malade en période préopératoire. Une déplétion volémique doit être recherchée. L’examen clinique devra inclure la pression de la veine jugulaire, les variations orthostatiques de la pression artérielle et du rythme cardiaque, la turgescence de la peau, l’humidité des aisselles et l’hydratation des muqueuses. La perte interstitielle de fluides peut être détectée par une diminution de l’élasticité de la peau. Il faudra également prévoir plusieurs examens cliniques dont :
- Analyse des électrolytes urinaires ;
- Dosage de l'urée et de la créatinine.

Une échographie rénale sera aussi proposée pour distinguer une insuffisance rénale chronique évoluée et une insuffisance rénale aiguë par obstruction.

### Diagnostic différentiel
|                      | Anurie obstructive | Rétention aiguë    |
| -------------------- | ------------------ | ------------------ |
| Besoin mictionnel    | Absent             | Présent (ténesme)  |
| Palpation hypogastre | Indolore           | Douloureuse        |
| Vessie               | Non palpable       | Globe vésical      |
| Echographie vésicale | Vessie vide        | Vessie pleine      |
| Echographie rénale   | Dilatation précoce | Dilatation tardive |

### Clinique
On peut ainsi constater, lorsque l'insuffisance rénale est sévère :
- hypertension artérielle ;
- oligurie, anurie, ou polyurie ;
- asthénie ;
- œdèmes.

Le reste de la symptomatologie dépend de l’étiologie.

## Traitement
La prise en charge de l’IRA relève d’un centre de soins intensifs spécialisés.
- Recharge volumique, sous surveillance médicale stricte et avec une grande prudence. Attention à la surcharge volumique qui se manifeste par un râle sous-crépitant, une dyspnée à 13 de fréquence et une élévation excessive de la pression veineuse ;
- Prévenir ou traiter l’hyperkaliémie ;
- Prévention des infections : Elles sont favorisées par le déficit des défenses immunitaires provoqué par l'urémie et par les nombreux gestes invasifs ;
- Traitement symptomatique.

En cas d'échec du traitement, il faut mettre en place une épuration extra-rénale,.

### Épuration extra-rénale

#### Les signes menaçant sur le plan vital pour réaliser une épuration extra-rénale
- Hyperkaliémie grave ;
- Surcharge du volume extracellulaire avec œdème pulmonaire.

- Syndrome urémique aigu :
  - Intolérance digestive ;
  - Signes neurologique (confusion mentale, trbl de la conscience, astérisix) ;
  - Syndrome hémorragique.

- Urée > 50 mmol/l ou créatininémie > 900 mmol/l ;
- Hyponatrémie profonde < 120 mmol/l ;
- Acidose métabolique grave (bicarbonate plasmatique < 15 mmol/l ou pH < 7.2) ;
- Péricardite urémique.

## Complications

### Conséquences métaboliques
Elles sont dues à la rétention :
- des substances du catabolisme protidique : urée, créatinine, acide urique ;
- de potassium avec hyperkaliémie ;
- des ions H+ avec acidose métabolique ;
- d'eau avec hyper-hydratation et hyponatrémie.

Œdème aigu pulmonaire par rétention hydro-sodée et hypervolémie.